# Virtual Skipper
Virtual Skipper (spesso abbreviato VSK) è un videogioco sportivo di simulazione velica, pubblicato dalla Nadeo. Si tratta di un videogioco che riproduce in maniera molto realistica la conduzione di una imbarcazione a vela con tutti i suoi parametri, per cui il gameplay si concentra su tattiche e strategie di regata realistiche, a differenza di altri titoli dallo stile più arcade.

## Modalità di gioco
Il gioco include soltanto 4 classi di imbarcazioni (Open 60, Melges 24, ACC, Offshore Racers), ma è possibile sopperire a tale carenza installando nuove classi di imbarcazioni (AC90, Extreme40, RC44, TP52 e molte altre importanti classi veliche non incluse nel gioco) tramite patch non ufficiali, facilmente reperibili nei forum dedicati.
Altro punto debole di VSK5 è l'assoluto anonimato delle barche e delle coppe, in quanto non sono presenti licenze ufficiali di nessun team e di nessun trofeo. È comunque possibile cambiare l'aspetto delle barche, installando skin personalizzate.
Il gioco presenta una modalità giocatore singolo, che permette di affrontare regate singole, coppe virtuali e regate personalizzate. La modalità multigiocatore consente di partecipare a partite in rete (locale o Internet).
Le 4 coppe virtuali disponibili sono:
- ACC Cup: si gareggia con le ACC5 (le imbarcazioni della 32nd America's Cup)
- Melges Cup: si gareggia su imbarcazione Melges24
- Offshore Cup: si gareggia con gli Offshore Racers
- Multi Cup: si gareggia su trimarani Open 60

La difficoltà del gioco varia fra 3 livelli:
- arcade: il gioco fornisce tutti gli aiuti (regolazione automatica della tensione delle vele, layline visualizzate sulla mappa radar, una freccia tridimensionale aiuta a prendere il vento nel modo migliore) e le regole di regata sono semplificate;
- tattica: viene applicato il regolamento ISAF, non vengono mostrate le layline sulla mappa radar;
- esperto: tutti gli aiuti automatici alla navigazione sono disattivati.

Le regate possono avere diversa durata:
- breve: prepartenza da 1 minuto, gara da 5 minuti;
- media: prepartenza da 3 minuti, gara da 15 minuti;
- lunga: prepartenza da 5 minuti, gara da 30 minuti.

Nel gioco sono presenti 14 specchi d'acqua: Valencia, Marsiglia, Trapani, Malmö-Skâne, siti ufficiali dell'America's Cup, e San Francisco, Sydney, Porto Cervo, Auckland, Vancouver, Wight, Quiberon, Rio, Qingdao, Napoli oltre a due siti ad ambientazione non reale Tropical e Nordic. L'editor incluso nel gioco consente di creare campi di regata personalizzati partendo dai precedenti specchi d'acqua.

## Virtual Skipper 5 - 32nd America's Cup
Un'edizione di Virtual Skipper 5 è dedicata alla 32ma America's Cup. Sono presenti tutte le skin dei team partecipanti al trofeo e, nella modalità giocatore singolo, la campagna 32nd America's Cup sostituisce l'anonima ACC Cup. In tale campagna il giocatore può scegliere uno degli 11 challenger per affrontare la fase eliminatoria della Louis Vuitton Cup. Ottenendo almeno il quarto posto dopo il termine dei round robin, si possono giocare le semifinali (il primo classificato sceglie lo sfidante, le due imbarcazioni rimanenti si affrontano fra di loro) e poi la finale di Luis Vuitton Cup. Se si vince tale match, si può affrontare Alinghi nella finale di America's Cup.

## Virtual Skipper 5 Onlinee patch ufficiale
Dal 21 novembre 2008 è stata resa disponibile una versione online gratuita del gioco, completamente compatibile con la versione commerciale. Rispetto alla versione full, a pagamento, sono presenti alcune limitazioni, come l'impossibilità di ospitare partite online.
Alcuni mesi prima è stata pubblicata da Nadeo una patch ufficiale per Virtual Skipper 5 - 32nd America's Cup. Tale patch elimina un gran numero di fastidiosi bug presenti nel gioco, ma soprattutto trasforma la versione 32nd America's Cup in Virtual Skipper 5. L'installazione di tale patch fu contestata perché avrebbe introdotto un canone annuo per l'accesso al server online per il gioco multiplayer. In realtà il personale Nadeo non ufficializzò mai la voce di questa modifica.